# Wört
Wört là một thị xã (tiếng Đức: Gemeinde) nằm ở huyện Ostalbkreis, thuộc bang Baden-Württemberg, Đức.